# Frédéric Jalton
Frédéric Jalton (ur. 21 lutego 1924 w Les Abymes, zm. 19 listopada 1995 tamże) – francuski polityk, lekarz i samorządowiec związany z Gwadelupą, wieloletni deputowany Zgromadzenia Narodowego i mer Les Abymes, od 1980 do 1981 poseł do Parlamentu Europejskiego I kadencji.

## Życiorys
Urodził się jako najmłodsze z dziesięciorga dzieci w ubogiej rodzinie rolniczej. Ukończył studia medyczne na Uniwersytecie w Montpellier, następnie w 1952 powrócił do Les Abymes i rozpoczął tam prowadzenie praktyki lekarskiej (wówczas jedynej w mieście).
W 1956 należał do założycieli Partii Socjalistycznej na Gwadelupie. Od 1964 był radnym rady departamentalnej Gwadelupy, zaś od 1967 do początku 1995 merem Les Abymes. W latach 1973–1978 i 1981–1995 zasiadał w Zgromadzeniu Narodowym V, VII, VIII, IX i X kadencji. Od marca 1980 do września 1981 był posłem do Parlamentu Europejskiego (zrezygnował po ponownym wyborze do parlamentu krajowego). W Europarlamencie przystąpił do frakcji socjalistycznej.

## Życie prywatne
Od 1958 był żonaty z Moną. Miał czworo dzieci, jego syn Eric także został merem Les Abymes. Od 1986 chorował na raka prostaty, zmarł z jego przyczyny w 1995 roku.